# Карлссон, Лео
Лео Карлссон (швед. Leo Carlsson; 26 декабря 2004, Карлстад, Швеция) — шведский хоккеист, центральный нападающий клуба НХЛ «Анахайм Дакс».

## Карьера
На юношеском уровне Карлссон играл за клуб из родного города «Ферьестад». В сезоне 2020/21 перешёл в ХК «Эребру» из одноимённого города. В следующем сезоне 2021/22 дебютировал на профессиональном уровне в SHL, набрав 9 очков в 35 играх.
В год своего драфта Лео существенно улучшил свои показатели в наборе очков и качестве игры, став стабильным игроком основного состава ХК «Эребру». В сезоне 2022/23 он набрал 25 очков в 44 играх регулярного сезона и 9 очков в 13 играх плей-офф SHL. По итогам сезона Карлссон занял 1-е место в рейтинге проспектов из Европы среди полевых игроков по версии Центрального скаутского бюро НХЛ.
На драфте НХЛ 2023 года был выбран в 1-м раунде под общим 2-м номером клубом «Анахайм Дакс». 12 июля 2023 года подписал с «Дакс» трёхлетний контракт новичка. Дебютировал в НХЛ 19 октября 2023 года в матче с «Даллас Старз», в котором забросил свою первую шайбу в НХЛ; матч закончился победой «Старз» со счётом 3:2. 10 ноября в матче с клубом «Филадельфия Флайерз» оформил первый хет-трик в своей карьере в НХЛ; матч закончился победой «Флайерз» со счётом 6:3. Карлссон стал самым молодым игроком в истории «Анахайм Дакс», который стал автором хет-трика.